# Сифуэнтес, Николь
Николь Сифуэнтес (англ. Nicole Sifuentes; род. 30 июня 1986, Виннипег), в девичестве Эдвардс (англ. Edwards) — канадская легкоатлетка, специалистка по бегу на средние дистанции. Выступала за сборную Канады по лёгкой атлетике в 2003—2018 годах, обладательница бронзовой медали чемпионата мира в помещении, серебряная призёрка Панамериканских игр, чемпионка Канады в дисциплинах 1500 и 5000 метров, участница двух летних Олимпийских игр.

## Биография
Николь Эдвардс родилась 30 июня 1986 года в Виннипеге, Манитоба.
Начала заниматься лёгкой атлетикой в 10-11 лет, имела определённые успехи во время учёбы в старшей школе, продолжила спортивную карьеру в Мичиганском университете — состояла в местной университетской команде Michigan Wolverines, успешно выступала на различных студенческих соревнованиях. Окончила университет в 2008 году, получив степень бакалавра искусств в области гражданского строительства.
Впервые заявила о себе на международном уровне в сезоне 2003 года, когда вошла в состав канадской сборной и выступила на домашнем юношеском мировом первенстве в Шербруке, где в зачёте бега на 800 метров дошла до стадии полуфиналов. Позднее также заняла пятое место на юниорском панамериканском первенстве в Бриджтауне.
В 2007 году выиграла соревнования Penn Relays в эстафетах 4 × 800 и 4 × 1500 метров, установив в обоих случаях студенческие рекорды США.
В 2008 году в беге на 1500 метров одержала победу на молодёжном первенстве Северной Америки, Центральной Америки и Карибского бассейна в Толуке.
В 2010 году бежала 1500 метров на чемпионате мира в помещении в Дохе, стала второй на Континентальном кубке IAAF в Сплите и пятой на Играх Содружества в Дели.
В 2011 году вышла замуж за своего однокурсника по Мичиганскому университету Антонио Сифуэнтеса и в дальнейшем выступала на соревнованиях под его фамилией.
Благодаря череде успешных выступлений в 2012 году удостоилась права защищать честь страны на летних Олимпийских играх в Лондоне — в программе бега на 1500 метров дошла до полуфинала.
В 2013 году в 1500-метровой дисциплине стартовала на чемпионате мира в Москве, остановилась на стадии полуфиналов.
На чемпионате мира в помещении 2014 года в Сопоте изначально финишировала четвёртой, однако пришедшую к финишу марокканку Рабабе Арафи дисквалифицировали за то что во время финального забега она толкнула американку Хизер Кампф, и та упала. Таким образом, Сифуэнтес поднялась в итоговом протоколе на третью позицию и завоевала бронзовую награду. Помимо этого, она была четвёртой на Играх Содружества в Глазго и седьмой на Континентальном кубке IAAF в Марракеше.
В 2015 году на чемпионате Канады в Эдмонтоне превзошла всех соперниц на дистанциях 1500 и 5000 метров. В дисциплине 1500 метров выиграла серебряную медаль на Панамериканских играх в Торонто, бежала 1500 и 5000 метров на чемпионате мира в Пекине.
В 2016 году в 1500-метровом беге стартовала на чемпионате мира в помещении в Портленде, в финал не вышла. Выполнив олимпийский квалификационный норматив (4:07.00), благополучно прошла отбор на Олимпийские игры в Рио-де-Жанейро — здесь на дистанции 1500 метров дошла до полуфинала.
В 2017 году приняла участие в чемпионате мира в Лондоне, в дисциплине 1500 метров стартовала в предварительном квалификационном забеге и в полуфинале.
Завершила спортивную карьеру по окончании сезона 2020 года.